# Mount Jewell
Mount Jewell ist ein Berg im ostantarktischen Enderbyland. Er ragt 5 km südlich des Mount Cordwell und 40 km südsüdwestlich des Stor Hånakken auf. 
Luftaufnahmen der Australian National Antarctic Research Expeditions aus dem Jahr 1957 dienten seiner Kartierung. Das Antarctic Names Committee of Australia benannte ihn nach Fred Jewell, Geophysiker auf der Wilkes-Station im Jahr 1961.